# Diálogo de los Seis

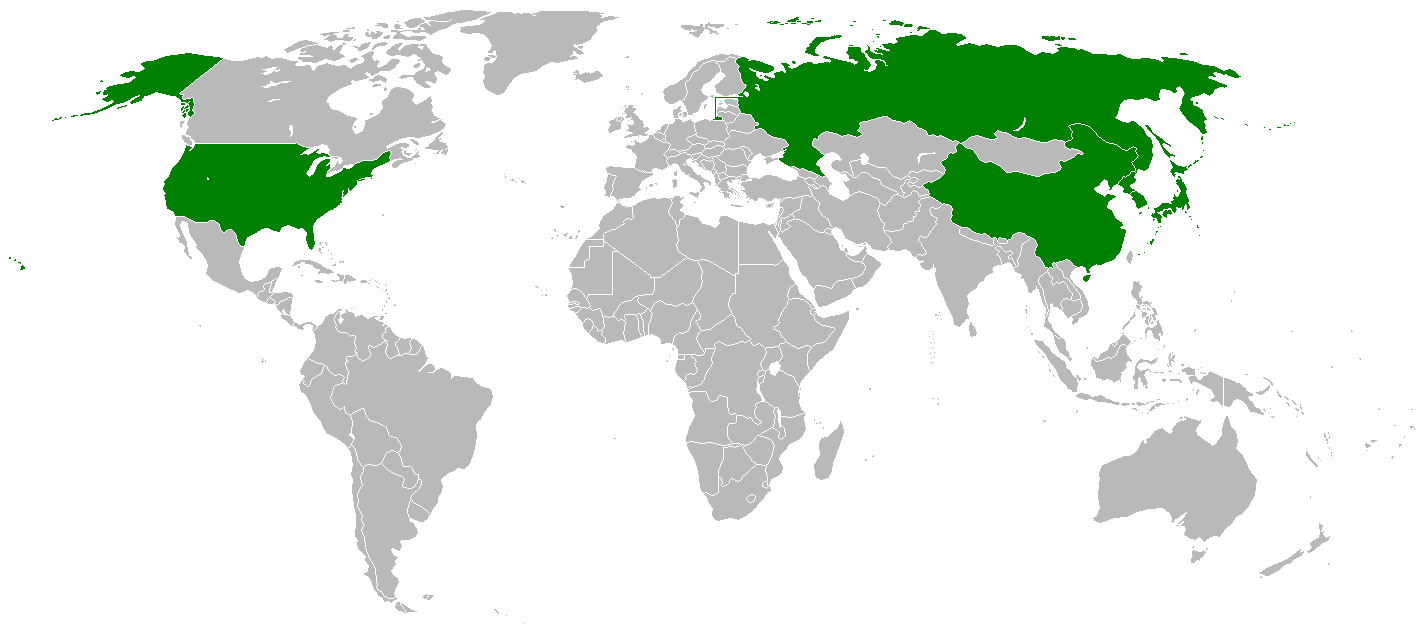
Países miembros.

El diálogo de los Seis o diálogo a Seis, también conocido como Grupo de los Seis o seis negociadores, es un grupo establecido para el diálogo y la resolución de los problemas de seguridad vinculados con el desarrollo nuclear en Corea del Norte. Los países que conforman el grupo son:
- Corea del Norte
- Corea del Sur
- Estados Unidos
- China
- Japón
- Rusia

## Historia

Una figura de la mesa de las conversaciones con la ubicación de los representantes de cada país.

Estas conversaciones fueron el resultado de la retirada de Corea del Norte del Tratado de No Proliferación Nuclear (TNP) en 2003. Las ganancias aparentes tras la cuarta y quinta rondas fueron revertidas por los acontecimientos externos. Cinco rondas de conversaciones entre 2003 y 2007 produjeron pocos avances netos, hasta que la tercera fase de la quinta ronda de conversaciones,  Corea del Norte acordó cerrar sus instalaciones nucleares a cambio de recibir combustible y se iniciaron los pasos hacia la normalización de las relaciones con la Estados Unidos y Japón. En respuesta a la Declaración del Consejo de Seguridad de las Naciones Unidas emitida el 13 de abril de 2009 que condenó el lanzamiento de misiles fallido por parte de Corea del Norte, dicho áis declaró el 14 de abril de 2009 se retiraría de las conversaciones y que reanudaría su programa de enriquecimiento nuclear con el fin de aumentar su fuerza de disuasión nuclear. Corea del Norte también ha expulsado a todos los inspectores nucleares del país.
Tras la prueba nuclear de 2006, el 31 de octubre de ese año, el gobierno de Corea del Norte accedió a reunirse a las conversaciones de desarme entre seis países. El acuerdo fue alcanzado en un día de discusiones no divulgadas entre los enviados de alto nivel de los Estados Unidos, China y Corea del Norte en una casa de huéspedes del gobierno en Pekín.
El 29 de enero de 2014, la Agencia de Noticias Xinhua de China citó a un funcionario que anunció en Twitter que el embajador coreano en Pekín había recibido el acuerdo del gobierno norcoreano sobre la reanudación de las conversaciones de los Seis y pidió a los Estados Unidos cumplir con sus obligaciones relacionadas. Eso se sumó a los intentos de reanudar los diálogos en 2012 que no prosperaron.